# Diplocentrus anophthalmus
Espèce
Diplocentrus anophthalmus est une espèce de scorpions de la famille des Diplocentridae.

## Distribution
Cette espèce est endémique du Yucatán au Mexique. Elle se rencontre à Maxcanú dans la grotte Actún Chukum.

## Description
La femelle holotype mesure 17,0 mm et la femelle paratype 13,95 mm. Ce scorpion est troglobie, les yeux médians sont absents, les yeux latéraux sont réduits.

## Publication originale
- Francke, 1977 : The genus Diplocentrus in the Yucatan Peninsula with description of two new troglobites (Scorpionida, Diplocentridae). Association for Mexican Cave Studies, Bulletin, vol. 6, p. 49-61.